# Psammisia pauciflora
Psammisia pauciflora är en ljungväxtart som beskrevs av Griseb. Psammisia pauciflora ingår i släktet Psammisia och familjen ljungväxter. Inga underarter finns listade i Catalogue of Life.